# Фёдоров, Максим Валериевич
Максим Валериевич Фёдоров (род. 18 июня 1972 года) — российский учёный, член-корреспондент РАН (2022).

## Биография
Родился 18 июня 1972 года.
В 1998 году окончил Воронежский государственный университет.
В 2002 году защитил кандидатскую диссертацию по физико-математическим наукам, тема: «Применение модифицированных методов вейвлет-аппроксимации и топографической классификации форм выборочных распределений к анализу результатов измерений биологических и физических процессов».
По окончании аспирантуры занимался научными исследованиями и преподавательской деятельностью в российских и иностранных научных и образовательных организациях (ИТЭБ РАН, НИЦ «Курчатовский институт», Дублинский университет, Кембриджский университет, Институт Макса Планка).
Во время работы в Кембриджском университете (2005—2008) написал докторскую диссертацию по химическим наукам, которую защитил в 2007 году в ИХР РАН (степень доктора наук присвоена ВАК РФ в январе 2008 года), тема: «Развитие теории сольватации на основе мультимасштабных методов».
Из Кембриджа перешел на работу в Институт математических приложений в естественных науках Общества Макса Планка (Max Planck Institute for Mathematics in the Science) в Лейпциге, где до 2011 года занимал должность руководителя группы/зав. лабораторией (Group Leader on Associate Professor level).
С января 2010 по конец 2011 года — занимал преподавательскую позицию приват-доцента в Университете Дуйсбурга (Германия, г. Эссен).
С октября 2011 года — полный профессор (заведующий кафедрой) в Университете Стратклайд в Глазго, Великобритания (University of Strathclyde, Glasgow, UK).
C января 2012 по 2016 год — директор Регионального вычислительного инновационного суперкомпьютерного центра Западной Шотландии (Director of the West of Scotland Academia-Industry Supercomputer Centre), расположенного также в Глазго.
С 2016 по 2021 год работал в Сколковском институте науки и технологий, в котором занимал должность директора Центра науки, инноваций и образования по научным и инженерным вычислительным технологиям для задач с большими массивами данных, вице-президент Сколтеха. 2017 году выбран председателем образовательного комитета Сколковского института науки и технологий.
С 2022 года — ректор НТУ «Сириус».
2 июня 2022 года избран членом-корреспондентом РАН по Отделению нанотехнологий и информационных технологий (вычислительные, методы и системы искусственного интеллекта). С 29.08.2023 исполняет обязанности директора ИППИ РАН.

## Научная деятельность
Области научных интересов: приложения суперкомпьютерных технологий и машинного обучения в различных областях науки и техники; вычислительные молекулярные технологии; технологии больших данных и интернета вещей: системы искусственного интеллект для молекулярного дизайна, поиска новых биоактивных соединений и конструирования лекарств.
Автор более 100 научных публикаций в рецензируемых отечественных и зарубежных журналах, представил более 100 докладов на международных конференциях и семинарах.

## Награды
- Благодарность Президента Российской Федерации (5 февраля 2024 года) — за заслуги в развитии отечественной науки, многолетнюю плодотворную деятельность и в связи с 300-летием со дня основания Российской академии наук[3].